# Basketbal op de Middellandse Zeespelen 1987
Basketbal is een van de sporten die beoefend werden tijdens de Middellandse Zeespelen 1987 in Latakia, Syrië. Het vrouwentoernooi werd op deze editie geïntroduceerd.

## Uitslagen
| Event   | Goud    | Zilver  | Brons       |
| ------- | ------- | ------- | ----------- |
| Mannen  | Turkije | Spanje  | Griekenland |
| Vrouwen | Albanië | Turkije | Syrië       |

## Medaillespiegel
| Plaats | Land        | Goud | Zilver | Brons | Totaal |
| 1      | Turkije     | 1    | 1      | 0     | 2      |
| 2      | Albanië     | 1    | 0      | 0     | 1      |
| 3      | Spanje      | 0    | 1      | 0     | 1      |
| 4      | Griekenland | 0    | 0      | 0     | 1      |
| 4      | Syrië       | 0    | 0      | 0     | 1      |
| Totaal | Totaal      | 2    | 2      | 2     | 6      |

1951 · 1955 · 1959 · 1963 · 1967 · 1971 · 1975 · 1979 · 1983 · 1987 · 1991 · 1993 · 1997 · 2001 · 2005 · 2009 · 2013 · 2018 · 2022
Atletiek · Basketbal · Boksen · Gewichtheffen · Gymnastiek · Handbal · Judo · Schietsport · Schoonspringen · Tafeltennis · Tennis · Voetbal · Volleybal · Waterpolo · Wielersport · Worstelen · Zwemmen